# Jill Ritchie
Pour les articles homonymes, voir Ritchie.
Jill Ritchie est une actrice américaine née le 5 mars 1974 à Romeo dans le Michigan aux États-Unis.

## Filmographie
- 1998 : L'As des as (Best of the Best: Without Warning) : Micky
- 1999 : Perfect Fit : Daisy
- 2000 : Face the Music : Eden
- 2000 : Ça va brasser! (Ready to Rumble) : Brittany
- 2002 : Surfacing : Shelby Blunt
- 2002 : Girl Fever : The Actress
- 2002 : Nancy Drew, journaliste-détective  (TV) : Bess
- 2003 : The Pool at Maddy Breaker's (TV)
- 2003 : D.E.B.S. : Janet
- 2003 : Season of Youth
- 2004 : D.E.B.S. : Janet
- 2004 : Seeing Other People : Sandy
- 2004 : Rupture mode d'emploi (Breakin' All the Rules) : Amy
- 2005 : La Coccinelle revient (Herbie Fully Loaded) : Charisma
- 2005 : Little Athens : Jessica
- 2006 : Southland Tales : Shoshana Cox
- 2007 : Me & Lee? : Jessica
- 2007 : The Loop : Jenny
- 2007 : I Hate My 30's : Mandy